# Foxhound
Para el caza soviético, véase Mikoyan MiG-31.

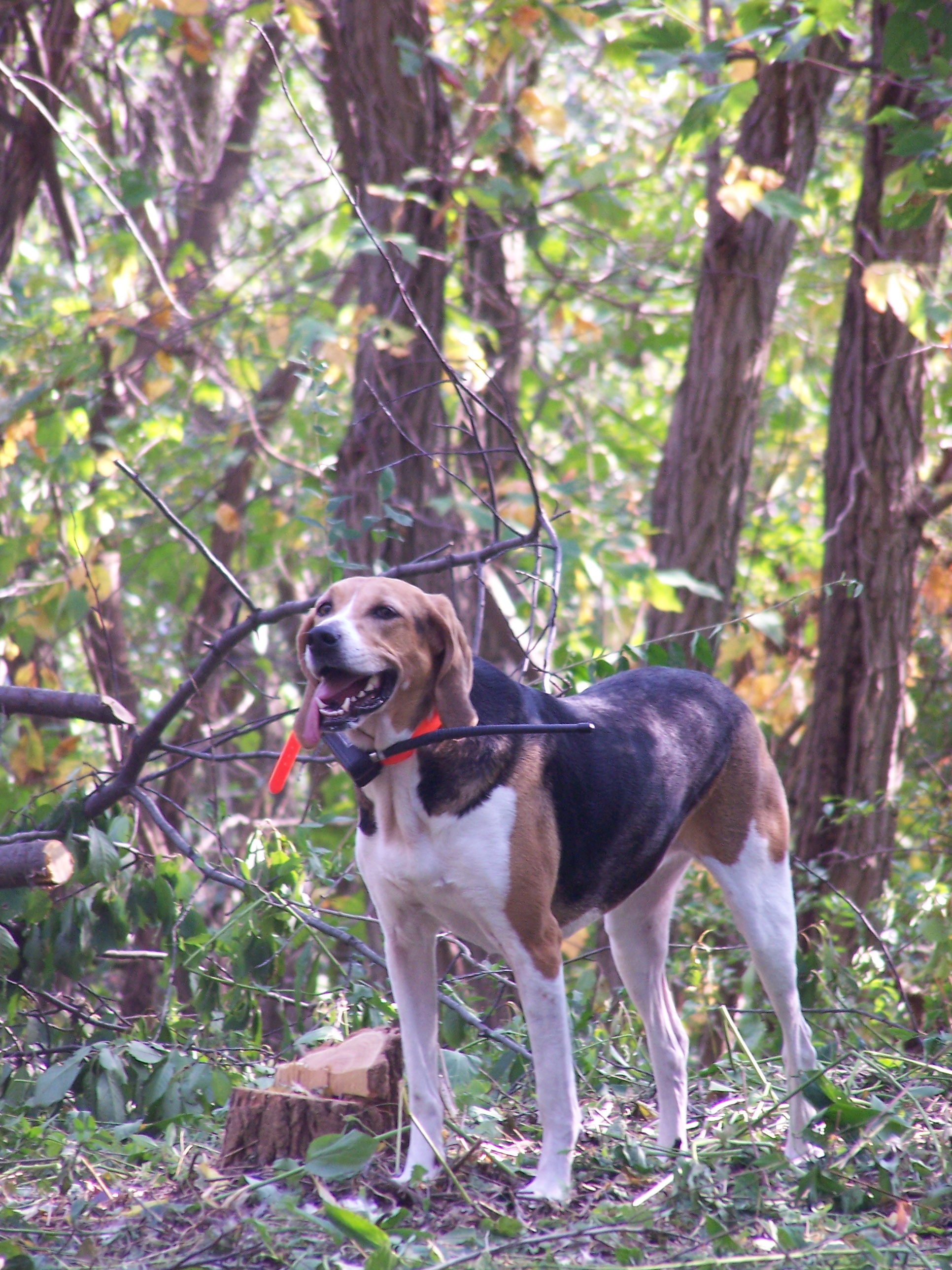
Un foxhound americano.

El foxhound es una raza de perro de caza de gran tamaño.
Caza en jauría y, como todos los sabuesos, tienen un gran sentido del olfato. Estos perros son usados para la caza del zorro, de ahí el origen de su nombre (del inglés fox, zorro, y hound, sabueso, perro de caza). Durante una cacería, el cazador lo sigue usualmente a caballo y debe viajar varios kilómetros para alcanzar su objetivo. Estos perros tienen fuertes instintos naturales. Son energéticos y activos y muy cariñosos con sus amos.

## Variedades
Existen dos variedades de foxhound en cada uno de sus países de origen:
- Foxhound americano
- Foxhound inglés